# Dash führ Zoe
Dash führ Zoe (Originaltitel: Daz 4 Zoe) ist ein dystopischer Roman von Robert Swindells aus dem Jahre 1990. Es geht um eine Liebesbeziehung zwischen zwei Jugendlichen aus strikt getrennten Bezirken. Die Erzählperspektive wechselt zwischen den beiden Jugendlichen, wobei für die Perspektive des materiell benachteiligten Daz grammatikalische und rechtschreibliche Fehler kennzeichnend sind.

## Handlung
Die Geschichte spielt im Großbritannien der Zukunft. In dieser Zeit leben die Reichen in den Vorstädten, getrennt von den Armen. Die Gruppen bezeichnen sich gegenseitig als Subbies (von Suburb, engl. für Vorort) und Chippies (von Chips, engl. für Pommes frites). Die Domestic Security sorgt für die Trennung beider Gruppen.
Zoe May Askew ist ein 14-jähriges Mädchen, das in Silverdale lebt, einem wohlhabenden Vorort der heruntergekommenen Stadt Rawhampton. Eines Tages fährt sie mit Freunden verbotenerweise in die Innenstadt, um dort Clubs zu besuchen. Dort trifft sie auf Daz, einen 15-jährigen Jungen, der eigentlich Darren Barraclough heißt. Die beiden verlieben sich, obwohl Daz zuvor den illegalen Dred beitreten wollte, die zum Ziel haben, Subbies umzubringen. Zoe möchte Daz wiedersehen und bekommt Probleme in der Schule, da sie Chippies und Subbies als gleich ansieht. Auch Daz gerät in Schwierigkeiten, da die Dred herausfinden, dass Daz den Tunnel genutzt hat, um Zoe in Silverdale zu besuchen.
Schließlich kommt Zoe in das Visier der Domestic Security und wird befragt, um herauszufinden, ob sie Mitglied von FAIR ist. FAIR (Fraternal Alliance for Integration through Reunification) ist eine Untergrundorganisation mit dem Ziel, Chippies und Subbies wieder zu vereinen. Wie sich herausstellt, sind die Eltern von Zoes Freundin Tabitha Wentworth Mitglied dieser Organisation. Daher werden sie aus Silverdale verstoßen und Daz tötet ein Mitglied der Dred, das geplant hatte, die Wentworth zu überfallen.
Als Zoes Eltern beschließen, nach Peaceheaven umzuziehen, flieht sie zu Daz. Die Mutter von Daz ist nicht begeistert von dem neuen Gast und die Domestic Security beginnt mit der Suche nach Zoe. Diese wird von Daz erst im Keller und dann auf dem Dachboden der Schule seines früheren Lehrers, Herrn James, versteckt. Herr James wohnt in Silverdale und unterrichtet in der Stadt. Er ist Mitglied von FAIR und erzählt Zoe, dass ihre Urgroßmutter dort die Leiterin von FAIR ist. In der Zwischenzeit erfährt Daz, dass die Dred den Mord zu ihm zurückverfolgt haben und ihn suchen.
Als die Domestic Security die Schule durchsucht, geht Zoe zu den anderen Schülern, die nach draußen laufen, und kann so entkommen. Sie geht daraufhin zurück zu der Wohnung von Daz, wo sie von den Dred gefangen wird. Diese bringen Zoe in den Keller, um Daz aus seinem Versteck dort hinauszulocken. Als er sich schließlich zeigt, möchte Cal, der Anführer der Dred, ihn foltern. In diesem Moment erscheint jedoch die Domestic Security und es kommt zu einer Schießerei, bei der Daz und Zoe entkommen können. Am Ende machen sich die beiden auf den Weg zu dem Haus der Wentworths.

## Hintergrund
Der Roman war zeitweise Pflichtlektüre im Englischunterricht mit grundlegendem Anforderungsniveau der gymnasialen Oberstufe in Niedersachsen.
Er wird zudem häufig mit dem Drama Romeo und Julia in Verbindung gebracht.

## Sekundärliteratur
- Jay Shipley: Daz 4 Zoe – Robert Swindells. York Notes Longman Verlag, London 1998, ISBN 0-582-36825-1.